# Championnat du monde de Superbike 1995
Navigation
Championnat 1994 Championnat 1996
Le Championnat du monde de Superbike 1995 est la 8e édition du Championnat du monde de Superbike.

La saison a débuté le 7 mai et s'est terminée le 29 octobre après 12 manches.
Carl Fogarty a remporté le titre pilote grâce à ses 13 victoires et Ducati le titre constructeur.

## Système de points
| Position | 1  | 2  | 3  | 4  | 5  | 6  | 7 | 8 | 9 | 10 | 11 | 12 | 13 | 14 | 15 |
| Points   | 25 | 20 | 16 | 13 | 11 | 10 | 9 | 8 | 7 | 6  | 5  | 4  | 3  | 2  | 1  |

## Calendrier
| Nb | Date         | Pays       | Circuit        | Course 1        | Course 2            | Rapport |
| -- | ------------ | ---------- | -------------- | --------------- | ------------------- | ------- |
| 1  | 7 mai        | Allemagne  | Hockenheim     | Carl Fogarty    | Carl Fogarty        | Rapport |
| 2  | 21 mai       | San Marino | Misano         | Mauro Lucchiari | Mauro Lucchiari     | Rapport |
| 3  | 28 mai       | GBR        | Donington      | Carl Fogarty    | Carl Fogarty        | Rapport |
| 4  | 18 juin      | Italie     | Monza          | Carl Fogarty    | Pierfrancesco Chili | Rapport |
| 5  | 25 juin      | Espagne    | Albacete       | Aaron Slight    | Carl Fogarty        | Rapport |
| 6  | 9 juillet    | Autriche   | Salzburgring   | Carl Fogarty    | Troy Corser         | Rapport |
| 7  | 30 juillet   | USA        | Laguna Seca    | Anthony Gobert  | Troy Corser         | Rapport |
| 8  | 6 août       | EU         | Brands Hatch   | Carl Fogarty    | Carl Fogarty        | Rapport |
| 9  | 27 août      | JPN        | Sugo           | Troy Corser     | Carl Fogarty        | Rapport |
| 10 | 10 septembre | Pays-Bas   | Assen          | Carl Fogarty    | Carl Fogarty        | Rapport |
| 11 | 15 octobre   | Indonésie  | Sentul         | Carl Fogarty    | Aaron Slight        | Rapport |
| 12 | 29 octobre   | AUS        | Phillip Island | Troy Corser     | Anthony Gobert      | Rapport |

## Classements

### Pilotes
| Pos | Pilote               | Constructeur | Points | Victoires |
| --- | -------------------- | ------------ | ------ | --------- |
| 1   | Carl Fogarty         | Ducati       | 478    | 13        |
| 2   | Troy Corser          | Ducati       | 339    | 4         |
| 3   | Aaron Slight         | Honda        | 323    | 2         |
| 4   | Anthony Gobert       | Kawasaki     | 222    | 2         |
| 5   | Yasutomo Nagai (†)   | Yamaha       | 188    | 0         |
| 6   | Simon Crafar         | Honda        | 187    | 0         |
| 7   | Fabrizio Pirovano    | Ducati       | 178    | 0         |
| 8   | Pierfrancesco Chili  | Ducati       | 167    | 1         |
| 9   | Mauro Lucchiari      | Ducati       | 156    | 2         |
| 10  | John Reynolds        | Kawasaki     | 155    | 0         |
| 11  | Colin Edwards        | Yamaha       | 141    | 0         |
| 12  | Piergiorgio Bontempi | Kawasaki     | 138    | 0         |
| 13  | Andreas Meklau       | Ducati       | 72     | 0         |
| 14  | Jochen Schmid        | Kawasaki     | 71     | 0         |
| 15  | Mike Hale            | Honda        | 60     | 0         |
| 16  | Paolo Casoli         | Yamaha       | 50     | 0         |
| 17  | Keiichi Kitagawa     | Kawasaki     | 38     | 0         |
| 18  | Scott Russell        | Kawasaki     | 34     | 0         |
| 19  | Miguel Duhamel       | Honda        | 29     | 0         |
| 20  | Adrien Morillas      | Ducati       | 28     | 0         |
| 21  | Gianmaria Liverani   | Ducati       | 25     | 0         |
| 22  | Jamie Whitham        | Ducati       | 24     | 0         |
| 23  | Steve Hislop         | Ducati       | 21     | 0         |
| 24  | Freddie Spencer      | Ducati       | 20     | 0         |
|     | Wataru Yoshikawa     | Yamaha       | 20     | 0         |
| 26  | Brian Morrison       | Ducati       | 17     | 0         |
| 27  | Katsuaki Fujiwara    | Kawasaki     | 16     | 0         |
| 28  | Massimo Meregalli    | Yamaha       | 14     | 0         |
| 29  | Shawn Giles          | Ducati       | 13     | 0         |
| 30  | Norihiko Fujiwara    | Yamaha       | 10     | 0         |
| 31  | Takuma Aoki          | Honda        | 9      | 0         |
|     | David Jefferies      | Kawasaki     | 9      | 0         |
| 33  | Kirk McCarthy        | Honda        | 8      | 0         |
|     | Satoshi Tsujimoto    | Honda        | 8      | 0         |
| 35  | Peter Goddard        | Suzuki       | 7      | 0         |
|     | Tom Kipp             | Yamaha       | 7      | 0         |
|     | Mat Mladin           | Kawasaki     | 7      | 0         |
|     | Pascal Picotte       | Kawasaki     | 7      | 0         |
| 39  | Martin Craggill      | Kawasaki     | 6      | 0         |
|     | Jean-Yves Mounier    | Ducati       | 6      | 0         |

### Constructeurs
| Pos | Constructeur | Pts |
| --- | ------------ | --- |
| 1   | Ducati       | 580 |
| 2   | Honda        | 361 |
| 3   | Kawasaki     | 345 |
| 4   | Yamaha       | 217 |
| 5   | Suzuki       | 7   |

## Remarque
Le Japonais Yasutomo Nagai est mort deux jours après avoir chuté lors du Grand Prix des Pays-Bas.